# جاسلین هویته-اسمیت
جاسلین هویته-اسمیت (انگلیسی: Joslyn Hoyte-Smith؛ زادهٔ ۱۶ december ۱۹۵۴ (۷۰ سال)) ورزشکار دو و میدانی اهل بریتانیا است.